# Julius von Haast
Johann Franz von Haast, detto Julius (Bonn, 1º maggio 1822 – Christchurch, 16 agosto 1887), è stato un geologo tedesco.
Fondò il Canterbury Museum a Christchurch, Nuova Zelanda.

## Biografia
Haast nacque a Bonn nel 1822 nel Regno di Prussia. Ricevette la prima istruzione parte in questa città e parte a Colonia, prima di iscriversi all'università di Bonn dove studiò geologia e mineralogia. Nel 1858 si trasferì in Nuova Zelanda per stilare un resoconto su un'eventuale colonia di emigranti tedeschi. Qui conobbe Ferdinand von Hochstetter ed assistette ai primi sopralluoghi geologici svolti da von Hochstetter.

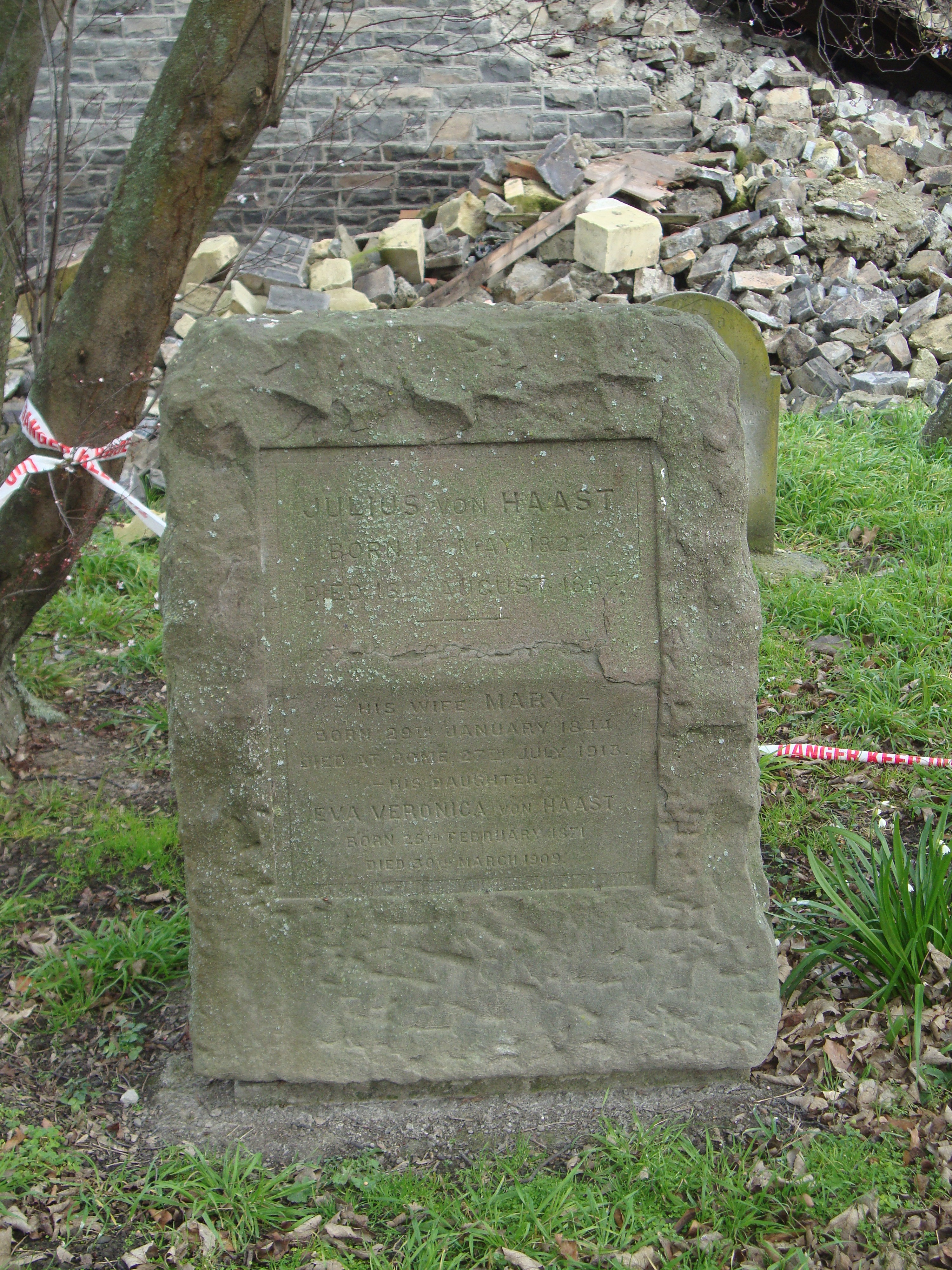
Tomba di von Haast a Holy Trinity Avonside

Haast accettò l'offerta da parte dei governi delle provincie di Nelson e Canterbury per studiare la geologia di questi distretti, ed il risultato dei suoi studi arricchì ampiamente la nostra conoscenza della struttura rocciosa, i fenomeni glaciali ed i prodotti economici della zona. Scoprì oro e carbone a Nelson, e svolse importanti ricerche legate ai ritrovamenti di moa e di altri uccelli estinti non in grado di volare.
Il suo Geology of the Provinces of Canterbury and Westland, N.Z. fu pubblicato nel 1879. Fu il fondatore del Canterbury Museum di Christchurch, del quale divenne il direttore e per il quale si sforzò di ottenere la migliore collezione dell'emisfero meridionale. Fu geologo provinciale di Canterbury dal 1861 al 1871 e professore di geologia all'Canterbury College (oggi università di Canterbury). Fu nominato membro della Royal Society nel 1867 e fu insignito cavaliere dall'imperatore d'Austria nel 1875. Divenne cavaliere per il suo lavoro durante la Mostra Coloniale di Londra del 1886 e morì poco dopo il suo ritorno a Christchurch, nel 1887. Fu sepolto nella Chiesa della Santa Trinità di Stanmore Road, Christchurch.
Haast diede il nome al ghiacciaio Franz Josef dedicandolo all'imperatore dell'impero austro-ungarico. Molti luoghi della Nuova Zelanda prendono il nome da lui, tra cui il passo Haast, il fiume Haast e la città di Haast. Lo scisto rinvenuto in Nuova Zelanda è chiamato "scisto di Haast" in memoria del suo contributo alla geologia. Fu la prima persona a studiare le ossa dell'estinta aquila di Haast.
Nel 1863 sposò Mary Dobson, figlia dell'ingegnere provinciale di Canterbury Edward Dobson. Da lei ebbe quattro figli ed una figlia.